# Kazimierz Rakowski
Kazimierz Rakowski ps. „Vester” (ur. 3 kwietnia 1874 w Piotrkowie, zm. 1952) – polski publicysta, redaktor, historyk, pisarz, działacz polityczny na Śląsku, poseł na Sejm Śląski I kadencji w II RP i jego wicemarszałek w latach 1922–1924.

## Życiorys
W latach 1919–1921 sprawował funkcję delegata RP ds. Śląska przy Radzie Ambasadorów. W tym okresie nabył majątek w Rudzicy koło Pszczyny, gdzie zamieszkał.
W latach 1922–1929 posłował do Sejmu Śląskiego z listy ChD. Do 1924 sprawował urząd wicemarszałka. W 1928 wraz z częścią działaczy chadecji przeszedł na stronę piłsudczyków, dołączając się do NChZP.
Po wojnie zamieszkał we Wrocławiu, gdzie działał w Związku Weteranów Powstań Śląskich. Był członkiem Zarządu Wojewódzkiego Stronnictwa Pracy.

## Ważniejsze prace
- Entstehung des Grossgrundbesitzes im XV. und XVI. Jahrhundert in Polen, 1899,
- Powstanie poznańskie w 1848 roku, 1900[2] ,
- Dzieje Wielkiego Księstwa Poznańskiego w zarysie (1815-1900), 1904[3] ,
- Wewnętrzne dzieje Polski: (Zarys rozwoju społecznego i ekonomicznego), 1908[4]